# Фармер, Фанни
Фанни Фармер (Фа́нни Ме́рритт Фа́рмер, англ. Fannie Merritt Farmer, 23 марта 1857 — 15 января 1915) — американская писательница, преподаватель и кулинарный эксперт. Ввела стандартные меры в кулинарии. Ей принадлежит классическая «Поваренная книга Бостонской кулинарной школы» (англ. Boston Cooking-School Cook Book).

## Биография
Фанни Фармер родилась 23 марта 1857 года в Бостоне, штат Массачусетс, США, в семье Мэри Уотсон Мерритт и Джона Франклина Фармера, редактора и издателя. Фанни была старшей из четырёх дочерей. До шестнадцати лет училась в Медфордской высшей школе, но болезнь (вероятно, полиомиелит), вызвавшая паралич, прервала её образование. Мать ухаживала за ней дома, в это время Фармер занялась кулинарией и научилась отлично готовить.
На восстановление после болезни ушли годы. К тридцати годам Фармер уже могла ходить, но заметная хромота оставалась в течение всей её жизни. В 1887 году Фармер поступила в Бостонскую кулинарную школу (Boston Cooking School) и училась в ней до 1889 года. В это время активно развивались науки, связанные с бытом, здоровьем и питанием. Предметом исследований были пищевая ценность, химический состав и свойства продуктов, здоровое питание, диетическое питание для выздоравливающих, методы приготовления пищи, санитария и технологии гигиены и уборки, управление домашним хозяйством. Фанни Фармер считалась одной из лучших учениц. После окончания школы заняла должность помощника директора и в 1894 году стала директором школы. В качестве учебного пособия Бостонская школа использовала «Бостонскую поваренную книгу миссис Линкольн» (Mrs. Lincoln’s Boston Cook Book: What to Do and What Not to Do in Cooking), вышедшую в 1884 году и регулярно переиздававшуюся. Фармер решила, что книга нуждается в улучшении и написала новую «Поваренную книгу Бостонской кулинарной школы», которая была издана в 1896 году.
Фармер была не только хорошим писателем, но и талантливым лектором. После публикации «Поваренной книги» она стала читать лекции на кулинарную тему, писала статьи для журналов. В 1896 помогла создать журнал Boston Cooking-School Magazine of Culinary Science and Domestic Economics (позднее — American Coockery), главный кулинарный журнал страны, издававшийся вплоть до Второй мировой войны.
В 1902 году Фармер покинула Бостонскую кулинарную школу и открыла собственные частные кулинарные курсы. Она начала с преподавания состоятельным дамам и домохозяйкам азов незамысловатой, но вкусной готовки, однако продолжала интересоваться вопросами здорового питания. Её исследования вылились в труд о диетическом питании больных и выздоравливающих (Food and Cookery for the Sick and Convalescent), где тридцать страниц были посвящены диабету. Фармер была приглашена читать лекции в Гарвардской медицинской школе, где преподавала курс диетического питания врачам и медсёстрам. Фармер считала эту сферу своей деятельности наиболее важной и полагала, что потомки будут помнить о ней именно благодаря работам о правильном питании больных, а книги о вкусной домашней еде полагала второстепенными. Возможно, больше, чем кто-либо из современников, Фармер понимала значение вида, вкуса и подачи блюд для питания больных и инвалидов с недостатком аппетита. Фармер считала, что привлекательность пищи важнее, чем её стоимость и питательная ценность.
В последние семь лет жизни Фанни Фармер пользовалась инвалидным креслом. Несмотря на ограниченную подвижность, она продолжала читать лекции, писать, сочинять рецепты; последнюю лекцию она дала за десять дней до смерти. Её лекции публиковались в газете Boston Evening Transcript и многие издания по всей стране их перепечатывали. Для многих хозяек и шеф-поваров Америки её имя ассоциируется с точностью в кулинарии, а также с правильным питанием. Благодаря успеху своих книг, курсов и лекций, Фанни Фармер владела немалым состоянием.
Фанни Фармер умерла в 1915 году в возрасте 57 лет. Похоронена на кладбище Маунт-Оберн в Кембридже, Массачусетс.

## «Поваренная книга Бостонской кулинарной школы»

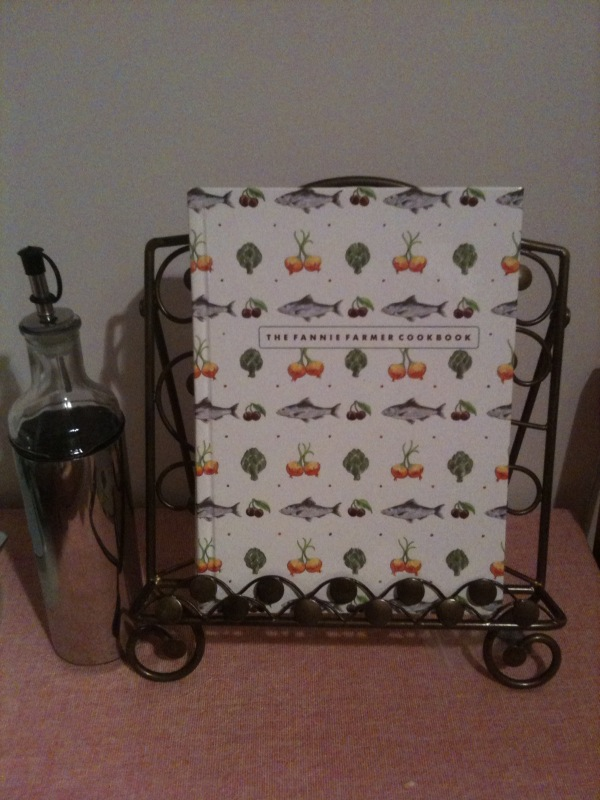
Поваренная книга Фанни Фармер, издание 1996 года в твёрдом переплёте.

Самая известная книга Фанни Фармер — «Поваренная книга Бостонской кулинарной школы» — была опубликована в 1896 году. Книга была новаторской в своём роде: в ней впервые использовались стандартизованные мерные ложки и чашки, а также измерение по уровню. До выхода поваренной книги в рецептах использовались такие меры, как «кусок масла размером с яйцо», «чайная чашка молока» или «достаточное количество». Фармер использовала стандартную кружку с делениями по четвертям и третям, при отмеривании сыпучих веществ предписывала уравнивать поверхность продукта в чашке или ложке ножом. Так же, при помощи ножа, рекомендовала отмерять доли мерки, вплоть до 1/8 чайной ложки. Системой мер, созданной Фанни Фармер, до сих пор пользуются в кулинарии.
Хотя Фармер называет кулинарию «искусством приготовления пищи», содержание книги скорее практическое, даже приземлённое, чем романтическое. «Поваренная книга Бостонской кулинарной школы» начинается с описания химического состава основных продуктов, описывает химические процессы, протекающие при кулинарной обработке и затем переходит к описанию рецептов. В тексте рецептов Фармер сперва приводит полный перечень ингредиентов, а затем понятные пошаговые инструкции по приготовлению. Такая структура давала читателю возможность убедиться, что всё необходимое есть в наличии, и готовить незнакомые блюда с высокими шансами на успех. Книгу критиковали за то, что часть рецептов была заимствована из «Бостонской поваренной книги миссис Линкольн». Всего в поваренной книге Фармер содержалось 1850 рецептов от самых простых до сложных, а также статьи о консервировании, сушке фруктов и овощей, общих вопросах домоводства; в ней были приведены примерные меню и словарь кулинарных терминов.
Издатель поваренной книги (Little, Brown & Company) не ожидал хороших продаж и ограничился тиражом 3000 экземпляров, напечатанным к тому же за счёт автора. Однако книга стала популярной и удостоилась внимания прессы; отзывы экспертов были как прохладными, так и очень доброжелательными. Первый тираж даже при высокой цене в 2 доллара за экземпляр разошёлся быстро. В 1897 году издание допечатывали дважды, а впоследствии — ежегодно. В 1906 году Фармер издала переработанное издание, которое также ежегодно допечатывалось. Книга выдержала 13 переизданий (последнее — в 1990 году), а общий тираж превысил 4 миллиона экземпляров. «Поваренная книга Бостонской кулинарной школы» стала одной из самых продаваемых поваренных книг в Америке и определила модель книги рецептов, которой впоследствии придерживались другие авторы. Книгу Фармер часто называют «Библией американской кухни». Каждое переиздание дополнялось редакторами, поздние издания носили название «Поваренная книга Фанни Фармер».

### Издания «Поваренной книги Бостонской кулинарной школы»
- Boston Cooking-School Cook Book — 1-е издание, 1896 г., 567 страниц;
- Boston Cooking-School Cook Book — 2-е издание, 1906 г., 648 страниц;
- Boston Cooking-School Cook Book — 3-е издание, 1918 г., 656 страниц;
- Boston Cooking-School Cook Book — 4-е издание, 1923 г., 808 страниц;
- Boston Cooking-School Cook Book — 5-е издание, 1930 г., 831 страница;
- Boston Cooking-School Cook Book — 6-е издание, 1936 г., 838 страниц;
- Boston Cooking-School Cook Book — 7-е издание, 1941 г., 824 страницы;
- Fannie Farmer’s Boston Cooking School Cook Book — 8-е издание, 1946 г., 879 страниц;
- The New Fannie Farmer Boston Cooking-School Cookbook — 9-е издание, 1951 г., 878 страниц;
- The All New Fannie Farmer Boston Cooking-School Cookbook — 10-е издание, 1959 г., 596 страниц;
- The Fannie Farmer Cookbook — 11-е издание, репринт, 1965 г., 624 страницы;
- The Fannie Farmer Cookbook, revised by Marion Cunningham with Jeri Laber — 12-е издание, Knopf Publishing Group, 1979 г., 811 страниц;
- The Fannie Farmer Cookbook by Marion Cunningham — 13-е издание, 1990 г., 874 страницы.

## Торговая маркаFanny Farmer
В 1919 году владелец сети кондитерских Фрэнк О'Коннор приобрёл право использовать имя Фанни Фармер для своих магазинов. Чтобы избежать путаницы, написание было немного изменено. Кондитерская марка Fanny Farmer Candy Shops разрослась до более чем 400 магазинов. В 1992 году марка была продана Archibald Candy Company.